# Zarzour (Syrie)
Zarzour, ou Zourzour (زرزور), est une petite ville du nord de la Syrie qui dépend administrativement du gouvernorat d'Idleb. Elle se trouve au nord-ouest d'Idleb sur la rive occidentale de l'Oronte à la frontière turco-syrienne. Au recensement de 2004, Zarzour comptait 3 126 habitants.

## Géographie
Zarzour est proche de Darkouch (le chef-lieu du canton - ou nahié) au nord, d'Al-Ghafar à l'est, de Kafr Dibbin au sud-est, de Jisr al-Choughour au sud et d'Al-Djanoudiyah au sud-ouest.

## Histoire
Zarzour se trouve à l'emplacement de l'ancienne cité de l'âge du bronze, appelée Zouzzoura (ou nommée Zounzourha par les Hittites), ville du royaume d'Alalakh,. Elle est mentionnée sous le nom de Tundura dans la liste des localités établie sous le règne du pharaon Thoutmôsis III (1458-1425 av. J.-C.).
Au début des années 1960, il ne s'agissait que d'un petit village de 375 habitants. Si la plupart de ses habitants sont sunnites, les conversions au chiisme ont débuté après 1945 par l'activité missionnaire de Mohammad Nadji al-Ghafri. La communauté chiite a fait construire une maison de prière (Hosseiniyeh), tandis que des clans entiers comme ceux des Tarmash, des al-Mandjad et des Asayyad devenaient chiites. Au début du XXIe siècle, ce sont 25 % des habitants de la ville qui sont chiites.
La région est touchée par la guerre civile syrienne surtout à partir de la seconde partie de l'année 2012. Le 14 décembre 2012, une unité des brigades de l'armée syrienne libre incendie la maison de prière chiite de la ville, tandis que la communauté chiite fuit Zarzour de peur de la vengeance des unités islamistes sunnites sur cette communauté, accusée d'être favorable au régime baassiste de Bachar al-Assad. La région devient une zone aux mains des rebelles islamistes en janvier 2013.